# Yūko Shibukawa
Yūko Shibukawa (渋川友子?, Shibukawa Yūko; Akita, 1º agosto 1955) è un'ex cestista giapponese.

## Carriera
Con il Giappone ha disputato i Campionati del mondo del 1979.